# فستان إليزابيث هيرلي من فيرساتشي
ارتدت الممثلة إليزابيث هيرلي فستان أسود طويل من تصميم فيرزاتشي عرف لاحقاً ضمن أوساط الموضة باسم «ذلك الفستان» (بالإنجليزية: THAT Dress)‏. ظهر الفستان لأول مرة عندما ارتدته إليزابيث هيرلي برفقة الممثل هيو غرانت على البساط الأحمر في افتتاح فيلم أربع زيجات وجنازة. الفستان كان مزين بدبابيس ذهبية ويحتوي على فتحات على الخصر وفوق الصدر. تم اختياره في تصويت أقامته متاجر دبنهامز كأفضل فستان ارتدته فنانة على البساط الأحمر، وأحدث ضجةً كبيرةً عندما ارتدته الممثلة البريطانية إليزابيث هيرلي عام 1994. يعتبر الفستان أشهر إنتاجات ماركة فيرساتشي، ويعتبره البعض سبب رئيسي في وضع إليزابيث هيرلي على خارطة الشهرة.